# Hot (singel Inny)
Hot – pierwszy singiel rumuńskiej piosenkarki Inny, pochodzący z jej debiutanckiego albumu pod tym samym tytułem. Utwór stworzony i wyprodukowany przez Play & Win został wydany 12 sierpnia 2008 roku.

## Informacje o utworze
„Hot” to piosenka electro house z elementami popu. Tekst opowiada o silnej zażyłości między kochankami. Utwór został bardzo dobrze przyjęty przez krytyków i osiągnął sukces komercyjny, osiągając pierwsze miejsca na listach przebojów w Hiszpanii, Węgrzech, Wielkiej Brytanii, Stanach Zjednoczonych, Belgii, Czechach, Francji, Holandii i Rumunii. Artystka prezentowała utwór na różnych imprezach w Europie i wykonała go w Eska Music Awards w 2009, oraz na żywo w Sopot Hit Festiwal.

## Teledysk
Piosence towarzyszą dwa teledyski. Premiera pierwszego z nich odbyła się 10 listopada 2008 roku, na portalu YouTube.com, natomiast drugą wersję wydano kilka tygodni później.

## Pozycje na listach
| Notowanie (2008-2009)    | Najwyższa pozycja |
| ------------------------ | ----------------- |
| Belgian Singles Chart    | 75                |
| Belgian Singles Chart    | 76                |
| Dutch Top 40             | 2                 |
| Hungarian Airplay Chart  | 18                |
| Romanian Top 100         | 12                |
| Russian Airplay Chart    | 6                 |
| Spanish Singles Chart    | 15                |
| Ukrainian Airplay Chart  | 3                 |
| Russian Love Radio Chart | 2                 |

| Notowanie (2010)         | Najwyższa pozycja |
| ------------------------ | ----------------- |
| Belgian Singles Chart    | 86                |
| European Hot 100 Singles | 46                |
| French Singles Chart     | 29                |
| French Airplay Chart     | 43                |
| Italian Singles Chart    | 87                |
| Swiss Singles Chart      | 58                |
| UK Singles Chart         | 91                |
| U.S. Hot Dance Airplay   | 1                 |